# Amanda (pel·lícula de 1996)
Amanda és una pel·lícula dramàtica estatunidenca de 1996 dirigida per Bobby Roth i protagonitzada per Kieran Culkin. Està doblada al català.

## Argument
Biddle Farnsworth és un nen de Montana, fill de dos ramaders, en Caleb i l'Audrey Farnsworth, i germà d'en Kelsey. Un dia, mentre munta a cavall, en Biddle cau i pateix una pèrdua de visió, amb el risc de perdre un ull. A causa de l'accident, en Biddle maleeix tots els cavalls, pregant per la seva desaparició.
Amb l'ajuda de Seven, propietari d'una euga màgica anomenada Amanda, en Biddle intenta reconciliar-se amb els cavalls.

## Repartiment
- Kieran Culkin com Biddle Farnsworth
- Dennis Haysbert com Seven / Sir Jordan
- Alice Krige com Audrey Farnsworth
- Chris Mulkey com Caleb Farnsworth
- Erik von Detten com Kelsey Farnsworth